# Armin Schild
Armin Schild (* 21. September 1961 in Römershausen) ist ein deutscher Gewerkschafter und Sozialdemokrat. Seit Juni 2015 ist er geschäftsführendes Vorstandsmitglied des N3tzwerk Zukunft der Industrie. Das N3tzwerk versteht sich als gemeinsame Einrichtung der Wirtschafts-, Industrie- und Arbeitgeberverbände sowie Industriegewerkschaften, die mit dem Bundeswirtschaftsministerium das Bündnis „Zukunft der Industrie“ bilden.

## Beruflicher Werdegang
Am 1. September 1978 begann Armin Schild bei Zimmermann Nachf. seine Ausbildung zum Stahlformenbauer. Danach besuchte er die Fachoberschule in Wetzlar und erreichte dort das Fachabitur für Sozialwesen. Anschließend studierte er Sozialpädagogik an der Gesamthochschule Siegen. Im Jahr 1987 schloss er das Studium mit einem Diplom ab.
Ab Sommer 2015 war er im Auftrag der IG Metall, einer von zwei geschäftsführenden Vorstandsmitgliedern des „N3tzwerk Zukunft der Industrie e.V.“. Der Verein soll den strukturierten und qualifizierten Industriedialog in Deutschland fördern, den Wandel der Industrie mit wissenschaftlichen Analysen begleiten und die Aktivitäten des Bündnis „Zukunft der Industrie“ unterstützen. Er soll dazu beitragen, dass sich Wissenschaft, Politik, Medien, Verbände und Öffentlichkeit über die Zukunft der Industrie in Deutschland austauschen.
Seit Januar 2019 koordiniert Armin Schild die Zusammenarbeit der Gewerkschaften im Bündnis „Zukunft der Industrie“.

## Gewerkschaftslaufbahn
Am 1. Oktober 1988 wurde er Gewerkschaftssekretär bei der IG Metall Gießen. Am 1. Oktober 1992 wechselte Armin Schild in die Tarifabteilung beim Vorstand der IG Metall. Unter Walter Riester wurde er Leiter des Referats „Lohngestaltung, Arbeitszeit- / Leistungspolitik“ der Abteilung Tarifpolitik, am 1. Oktober 2001 Leiter der Abteilung Tarifpolitik.
Ab Januar 2005 bis Juni 2015 war Armin Schild Bezirksleiter des IG Metall Bezirks Frankfurt – mittlerweile in Bezirk Mitte umbenannt – mit rund 320.000 Mitgliedern in Hessen, Rheinland-Pfalz, dem Saarland und Thüringen.

## Politisches Engagement
Im Jahr 1988 trat Armin Schild in Gießen in die SPD ein. Im Dezember 2011 wurde er zum Mitglied des SPD-Parteivorstandes gewählt. An den Koalitionsverhandlungen 2013 nahm Armin Schild in der Gruppe „Arbeit und Soziales“ für die SPD teil. Im Dezember 2015 schied er aus dem Parteivorstand aus.